# Cardiocondyla thoracica
Cardiocondyla thoracica é uma espécie de formiga do gênero Cardiocondyla, pertencente à subfamília Myrmicinae.